# 伊斯朗
伊斯朗（法語：Island）是法国勃艮第大区约讷省的一个市镇，属于阿瓦隆区阿瓦隆县。该市镇2009年时的人口为182人。

## 人口
伊斯朗人口变化图示
| 数据来源：INSEE |